# Waimanalo Beach
Waimanalo Beach is een plaats (census-designated place) in de Amerikaanse staat Hawaï, en valt bestuurlijk gezien onder Honolulu County.

## Demografie
Bij de volkstelling in 2000 werd het aantal inwoners vastgesteld op 4271.

## Geografie
Volgens het United States Census Bureau beslaat de plaats een oppervlakte van
7,9 km², waarvan 4,2 km² land en 3,7 km² water.

## Plaatsen in de nabije omgeving
De onderstaande figuur toont nabijgelegen plaatsen in een straal van 16 km rond Waimanalo Beach.